# Zeinat Olwi

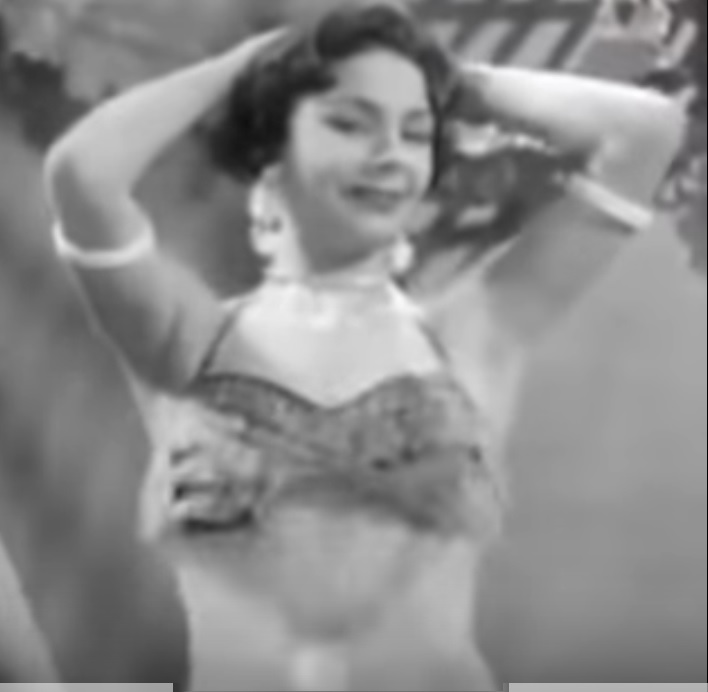
Zeinat Olwi.

Zeinat Olwi (arabisch زينات علوي, DMG Zaināt ʿUlwī, bekannt unter dem Künstlernamen Zurah, geb. am 19. Mai 1930 in Alexandria; gest. am 16. Juli 1988 in Kairo) war eine ägyptische Bauchtänzerin und Schauspielerin, die vor allem in den 1950er- und 1960er-Jahren in Erscheinung trat.

## Leben

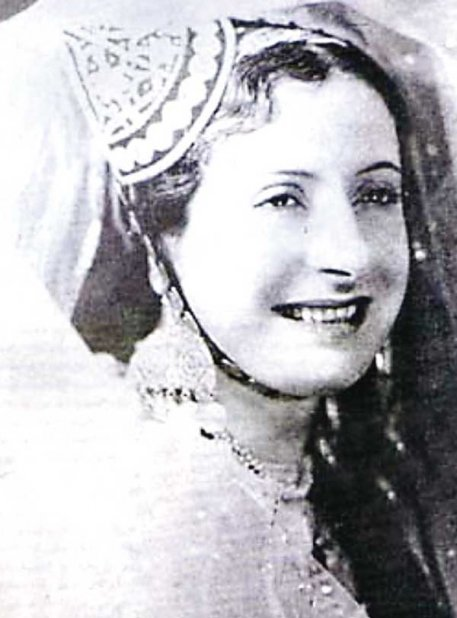
Badia Masabni.

### Frühes Leben und Karriere
Aufgewachsen in Alexandria floh Olwi in ihrer Jugend – sie war nicht älter als 16 – vor ihrem gewalttätigen Vater und ging nach Kairo. Dort ließ sie sich in der Emad El-Din Straße nieder und arbeitete im Etablissement von Badia Masabni, deren Schülerin sie wurde, wie zuvor die Bauchtanzlegenden Tahiyya Kariokka (1915–1999) und Samia Gamal (1924–1994). Zeitungen verglichen sie mit eben diesen und der Bauchtänzerin Naima Akef. Sie tanzte auch vor der ägyptischen Aristokratie und bis 1952 vor der königlichen Familie. Ebenso trat sie als Tänzerin und Schauspielerin in Filmen in Erscheinung.

### Kampf zur Anerkennung des Orientalischen Tanzes
Im November 1965 verkündete Olwi ihren Rücktritt, um gegen die ungerechte Behandlung von Tänzerinnen zu protestieren und den Missbrauch und die ständige Verfolgung durch die Moralpolizei zu beklagen. Olwi setzte sich für die Rechte der Tänzerinnen ein und übte starken Druck auf das Kulturministerium aus, um eine Gewerkschaft für Tänzerinnen zu gründen. Ebenso gründete sie mit Mitstreiterinnen wie Nagwa Fuad, Suhair Zaki, Samia Gamal, Zeze Mustafa, Suzi Khairy und Raga' Youssef eine Allianz, um auf das Kulturministerium Einfluss zu nehmen, um ihre Forderung umzusetzen. Statt ihren Forderungen nachzukommen, verschärfte das Ministerium jedoch die strengen Vorschriften zur Kontrolle von Künstlertätigkeiten. Demnach bekam eine Tänzerin nur eine Lizenz, wenn sie einen guten Ruf hatte, und alle ihre Tänze mussten vorher von der Zensur genehmigt werden. Verstöße wurden mit ein bis sechs Monate Gefängnis und einer Geldstrafe von 50 bis 100 EGP geahndet.
Olwi setzte daraufhin ihre Tanzkarriere fort, da ihr Rückzug einer Kapitulation gleichgekommen wäre. Gleichwohl setzte sie sich weiterhin mit dem Staat auseinander und forderte eine Veränderung der Haltung des Landes zum Tanz als Kunstform und zu den Tänzerinnen als Künstlerinnen. Sie rief die Gesellschaft dazu auf, Tänzerinnen als Teil des kulturellen Erbes Ägyptens anzuerkennen und ihre Bedeutung als Künstlerinnen zu respektieren. Auch in dieser Zeit kämpfte sie für eine bessere Behandlung der Tänzerinnen und gegen die Moralpolizei.

### Spätes Leben
1970 zog sie sich von dem Orientalischen Tanz und der Schauspielerei zurück. Olwi lehnte es ab zu heiraten und bezeichnete Männer als „Wölfe“. Sie starb 1988 in ihrer Wohnung in Kairo an einem Herzinfarkt, wo sie aufgrund ihres zurückgezogenen Lebens erst drei Tage später von ihrer Haushälterin gefunden wurde.

## Filmografie (Auswahl)
- 1952: Der Frauenwürger von Kairo
- 1953: Baeat el-Khubz
- 1955: Ayyam wa layali
- 1955: Rannet el kholkhal
- 1956: Sahibat El Esma
- 1957: Ismail Yasin fi el-Ustool
- 1957: El mottahem
- 1958: Kahraman
- 1958: El akh el kabir
- 1959: El bolis serry
- 1960: El-Fanoos el-Sihri
- 1962: Die 13. Frau
- 1962: Salassel min harir
- 1964: El aili el kerima
- 1966: El zoj el azeb